# Beziehungen zwischen der Demokratischen Republik Kongo und Osttimor
Die Beziehungen zwischen der Demokratischen Republik Kongo und Osttimor beschreiben das zwischenstaatliche Verhältnis von der Demokratischen Republik Kongo und Osttimor. 

## Geschichte
Die Demokratische Republik Kongo und Osttimor sind Gründungsmitglieder der g7+-Staaten, über die zahlreiche Kontakte zwischen den beiden Staaten stattfanden. Im Rahmen von g7+-Konferenzen besuchte Olivier Kamitatu, Minister für nationale Planungen der Demokratischen Republik Kongo, in seiner Funktion als stellvertretender Vorsitzender der g7+ 2010 und 2011 Osttimor. Osttimors Planungsminister Xanana Gusmão besuchte die Demokratische Republik Kongo 2015.
Beide Staaten gehören außerdem zur Bewegung der Blockfreien Staaten, zur AKP-Gruppe und zur Gruppe der 77.
Osttimor beteiligte sich bei der Mission der Vereinten Nationen in der Demokratischen Republik Kongo (MONUSCO).

## Diplomatie
Die beiden Staaten verfügen über keine diplomatische Vertretungen im jeweils anderen Land.

## Einreisebestimmungen
Staatsbürger aus einem der beiden Länder benötigen für die Einreise in das andere Land jeweils ein Visum.

## Wirtschaft
Für 2018 gibt das Statistische Amt Osttimors keine Handelsbeziehungen zwischen der Demokratischen Republik Kongo und Osttimor an.